# Haltom City
Haltom City ist eine Stadt im Tarrant County im US-Bundesstaat Texas in den Vereinigten Staaten. Das U.S. Census Bureau hat bei der Volkszählung 2020 eine Einwohnerzahl von 46.073 ermittelt.

## Geographie
Die Stadt liegt am U.S. Highway 377, 7 km nordöstlich von Fort Worth, zentral im County im mittleren Nordosten von Texas, ist im Norden rund 115 km von Oklahoma entfernt und hat eine Gesamtfläche von 32,1 km², wovon 0,1 km² Wasserfläche ist.

## Demografische Daten
Nach der Volkszählung im Jahr 2000 lebten hier 39.018 Menschen in 14.922 Haushalten und 9.997 Familien. Die Bevölkerungsdichte betrug 1.215,9 Einwohner pro km². Ethnisch betrachtet setzte sich die Bevölkerung zusammen aus 76,82 % weißer Bevölkerung, 2,79 % Afroamerikanern, 0,73 % amerikanischen Ureinwohnern, 7,71 % Asiaten, 0,12 % Bewohnern aus dem pazifischen Inselraum und 9,23 % aus anderen ethnischen Gruppen. Etwa 2,61 % waren gemischter Abstammung und 19,92 % der Bevölkerung waren spanischer oder lateinamerikanischer Abstammung.
Von den 14.922 Haushalten hatten 33,7 % Kinder unter 18 Jahre, die im Haushalt lebten. 49,4 % davon waren verheiratete, zusammenlebende Paare. 12,0 % waren allein erziehende Mütter und 33,0 % waren keine Familien. 27,1 % aller Haushalte waren Singlehaushalte und in 8,0 % lebten Menschen, die 65 Jahre oder älter waren. Die Durchschnittshaushaltsgröße betrug 2,61 und die durchschnittliche Größe einer Familie belief sich auf 3,19 Personen.
27,1 % der Bevölkerung waren unter 18 Jahre alt, 10,2 % von 18 bis 24, 32,9 % von 25 bis 44, 19,4 % von 45 bis 64, und 10,4 % die 65 Jahre oder älter waren. Das Durchschnittsalter war 32 Jahre. Auf 100 weibliche Personen aller Altersgruppen kamen 100,8 männliche Personen. Auf 100 Frauen im Alter von 18 Jahren und darüber kamen 98,1 Männer.

Das jährliche Durchschnittseinkommen eines Haushalts betrug 38.818 USD, das Durchschnittseinkommen einer Familie 42.706 USD. Männer hatten ein Durchschnittseinkommen von 32.785 USD gegenüber den Frauen mit 26.013 USD. Das Prokopfeinkommen betrug 17.740 USD. 10,0 % der Bevölkerung und 7,6 % der Familien lebten unterhalb der Armutsgrenze. Davon waren 12,5 % Kinder und Jugendliche unter 18 Jahren und 9,8 % waren 65 oder älter.